# ロスヴィタ (小惑星)
ロスヴィタ (615 Roswitha) は小惑星帯に位置する小惑星である。ハイデルベルクでアウグスト・コプフによって発見された。
ドイツの詩人ロスヴィータ・フォン・ガンダースハイムにちなんで命名された。